# Kreuzigungsfenster Maxent (Ille-et-Vilaine)

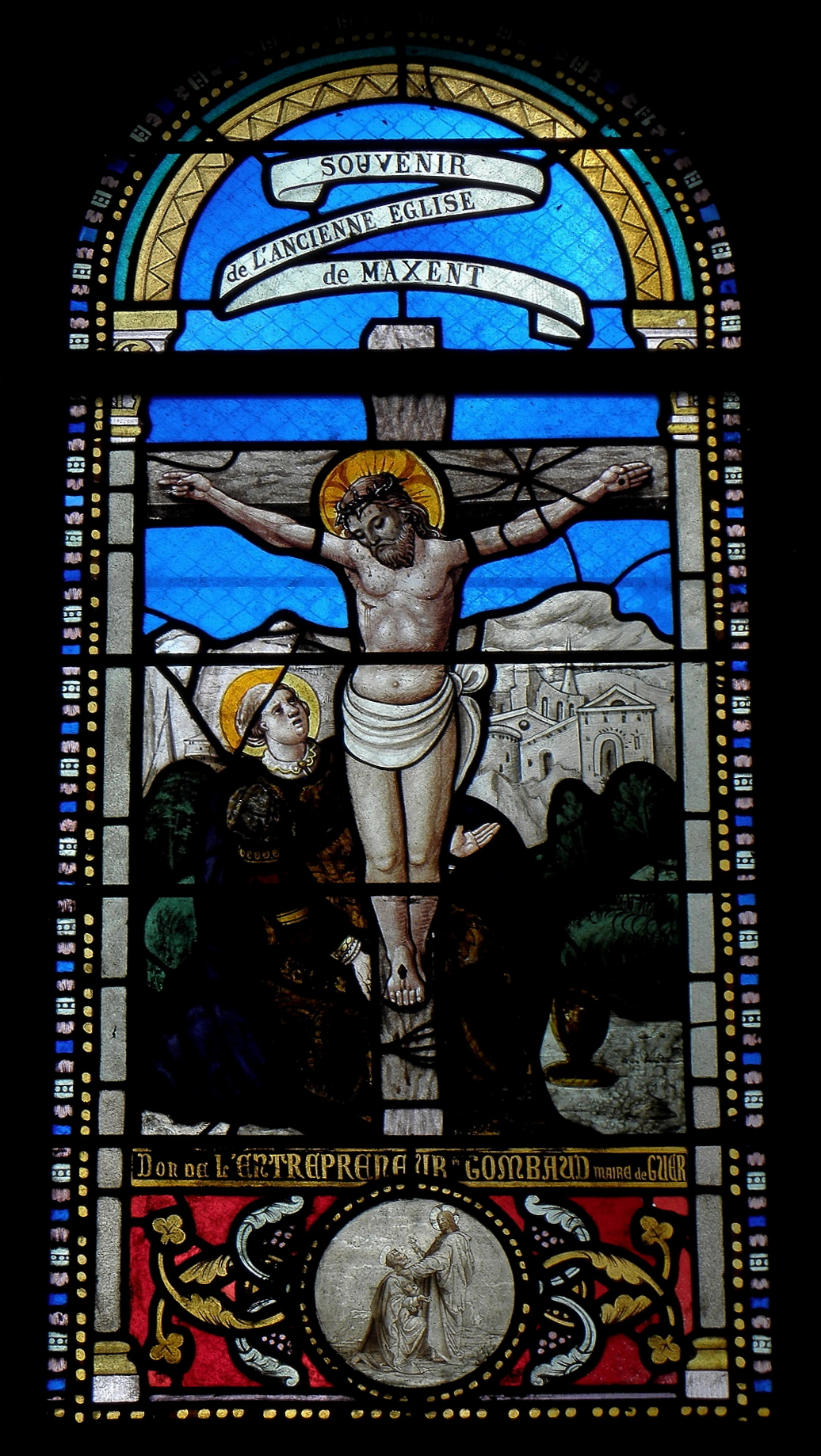
Kreuzigungsfenster in Maxent

Das Kreuzigungsfenster in der katholischen Kirche St-Maxent in Maxent, einer französischen Gemeinde im Département Ille-et-Vilaine in der Region Bretagne, wurde um 1560 geschaffen. Das Bleiglasfenster wurde 1919 als Monument historique in die Liste der geschützten Objekte (Base Palissy) in Frankreich aufgenommen.
Das 60 cm hohe und 40 cm breite Fenster in der Vorhalle stammt aus einer unbekannten Werkstatt. Es wurde von der alten Kirche in die ab 1893 erbaute neue Kirche übernommen. Nur die Kreuzigung Jesu mit Maria Magdalena an der linken Seite ist zum größten Teil original erhalten. Die Ausschmückung und der Rahmen wurde Anfang des 20. Jahrhunderts vom Atelier Rault gefertigt. 
Wie in einer Inschrift im unteren Bereich steht, wurde die Restaurierung von dem Unternehmer Gombaud, Bürgermeister von Guer, finanziert. Über dem Kreuz steht in einem Schriftband: Zur Erinnerung an die ehemalige Kirche von Maxent.